# Hybolasius rufescens
Hybolasius rufescens är en skalbaggsart som beskrevs av Thomas Broun 1893. Hybolasius rufescens ingår i släktet Hybolasius och familjen långhorningar. Inga underarter finns listade i Catalogue of Life.